# Fosfuranilita
La fosfuranilita es un mineral de la clase de los minerales fosfatos. Fue descubierta en 1879 en una mina del condado de Mitchell, en el estado de Carolina del Norte (EE. UU.), siendo nombrada así por su composición química: un fosfato con uranilo.

## Características químicas
Es un uranilo-fosfato hidratado de potasio y calcio. Muy relacionado con la yingjiangita (K2Ca(UO2)7(PO4)4(OH)6·6H2O), se puede confundir con ella y posiblemente sean el mismo mineral.

## Formación y yacimientos
Se forma como mineral secundario común en las zonas a la intemperie de las pegmatitas del granito, recubriendo fisuras cerca de la uraninita alterada, así como en yacimientos de uranio y vanadio en paleocanales en areniscas.
Suele encontrarse asociado a otros minerales como: uraninita, autunita, metaautunita, uranofana, uranofana-beta, becquerelita, curita, parsonsita, torbernita, metatorbernita, saléeita, sabugalita, haiweeíta y ópalo con uranio.

## Usos
Puede ser extraído como mena del estratégico uranio. Por su fuerte radiactividad debe ser manipulado con las debidas precauciones.